# Línia de Rauma
La Línia de Rauma (en noruec: Raumabanen) és una línia de ferrocarril de 114,2 quilòmetres entre la ciutat d'Åndalsnes (al municipi de Rauma, comtat de Møre og Romsdal), i el poble de Dombås (al municipi de Dovre, comtat d'Oppland), en Noruega. Transcorren per la vall de Romsdal, la línia es va obrir entre el 1921 i el 1924 com una branca de la línia de Dovre, que connecta amb les ciutats d'Oslo i Trondheim. Originalment concebuda com la primera etapa per connectar Ålesund, i possiblement també Molde i Kristiansund, finalment es va fer realitat. Per la línia sense electrificar hi passen quatre vegades al dia trens de la classe 93 dels Ferrocarrils Estatals Noruecs, tot i que a l'estiu el servei només opera des d'Åndalsnes fins a Bjorli com a servei turístic. CargoLink opera un tren de càrrega diària.
La línia compta amb dues corbes molt tancades i té un desnivell de 655 metres. Entre les característiques de la línia s'hi troba el pont Kylling i les vistes a la vall muntanyosa. Cinc estacions romanen en ús: Dombås, Lesja, Lesjaverk, Bjorli i Åndalsnes. No s'han posat en marxa plans per reemplaçar la línia amb un ferrocarril d'alta velocitat.

## Història

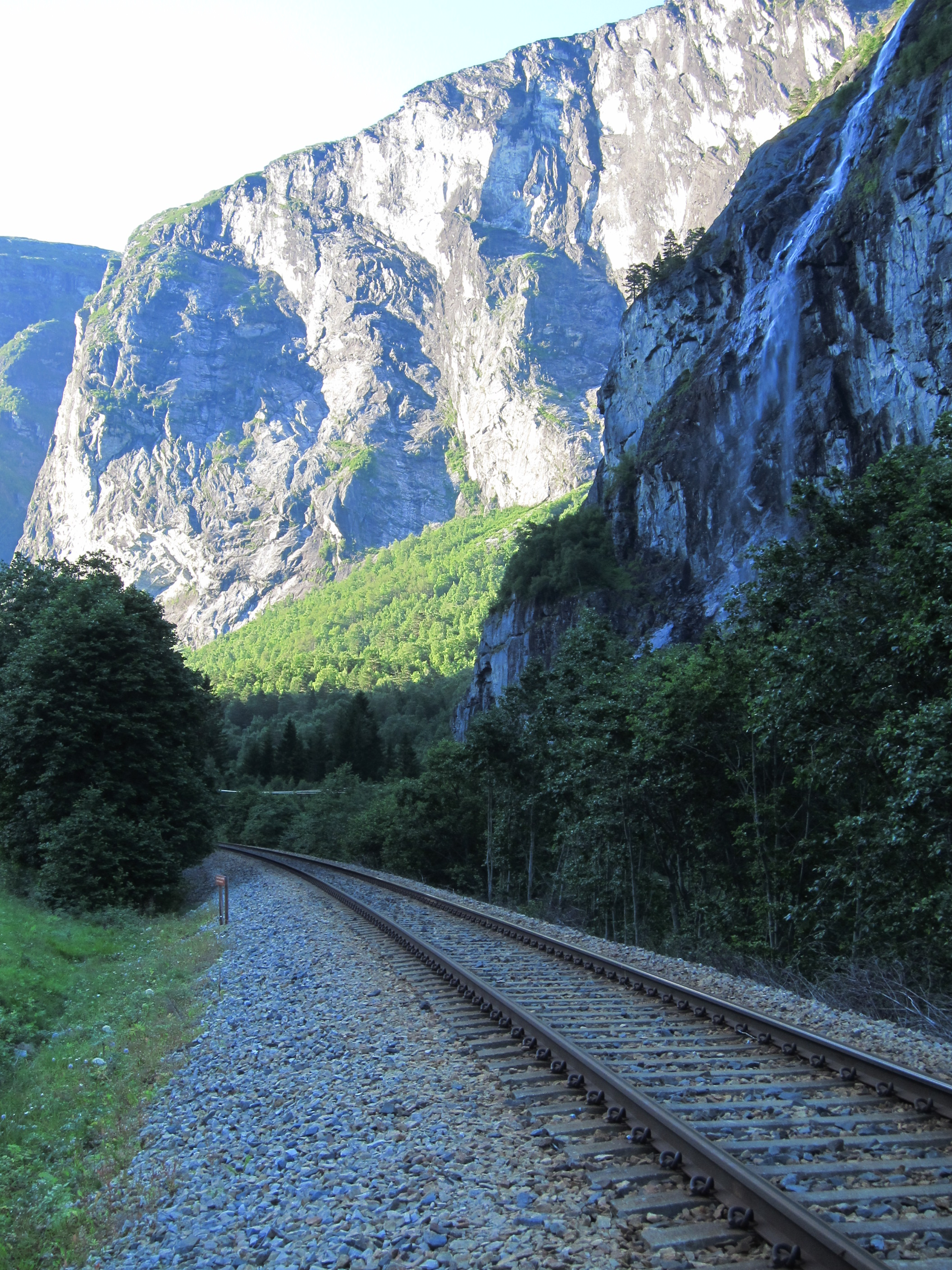
La línia de Rauma al fons de la vall de Romsdal.

El 1869 es va crear un comitè encarregat d'examinar la possibilitat de construir un ferrocarril al comtat de Møre og Romsdal. Cinc anys després van ser venudes accions per contribuir en la construcció. El 1908, el Parlament va decidir que hi hauria un tren fins al fiord de Romsdal. La construcció va començar el 12 de gener de 1912. El 1921 la línia va ser oberta al trànsit des de Dombås a Bjorli. El 29 de novembre de 1924 la línia va ser inaugurada oficialment pel rei Haakon.
Des del 1924 fins a la dècada del 1970 la línia era la via principal entre Oslo i Møre og Romsdal per a les persones i el correu. A Åndalsnes, en cada sortida i arribada d'un tren, hi havia un autobús que duia a Molde i a Kristiansund.
La línia de Rauma va tenir un paper clau en l'inici de la Segona Guerra Mundial a Noruega. Quan Noruega va ser envaïda el 9 d'abril de 1940, 3.000 lingots d'or (49 tones) es van retirar a correcuita del Banc de Noruega abans que la invasió alemanya arribés a Oslo. Des Oslo, el carregament va ser enviat a Lillehammer en camions, on va ser col·locada en un tren de càrrega a Åndalsnes, on els camions van transport els lingots cap a Molde, on hi havia els vaixells de guerra britànics que es van endur els lingots fora del país, a Anglaterra.
El 1990 la línia va transportar 117.000 passatgers i 174 tones de càrrega. El 1994 les xifres van ser de 131.000 passatgers i 131.192 tones.